# Olympische Sommerspiele 2004/Teilnehmer (Mazedonien)
| Gelbes Symbol für Goldmedaillen mit stilisierten Olympischen Ringen | Graues Symbol für Silbermedaillen mit stilisierten Olympischen Ringen | Braundes Symbol für Bronzemedaillen mit stilisierten Olympischen Ringen |
| ------------------------------------------------------------------- | --------------------------------------------------------------------- | ----------------------------------------------------------------------- |
| —                                                                   | —                                                                     | —                                                                       |

Mazedonien nahm unter dem Namen Ehemalige Jugoslawische Republik Mazedonien an den Olympischen Sommerspielen 2004 in der griechischen Hauptstadt Athen mit zehn Sportlern, drei Frauen und sieben Männern, teil.
Seit 1996 war es die dritte Teilnahme Mazedoniens bei Olympischen Sommerspielen.

## Flaggenträger
Der Basketballer Blagoja Georgievski trug die Flagge Mazedoniens während der Eröffnungsfeier im Olympiastadion.

## Teilnehmer nach Sportarten

### Kanu
- Männer K-1 Kayak Einzel

- Lazar Popovski (16.)

### Leichtathletik
| Disziplin | Männer               | Frauen                    |
| --------- | -------------------- | ------------------------- |
| 100 m     |                      | Aleksandra Vojneska (48.) |
| 800 m     | Vanco Stojanov (58.) |                           |

### Ringen
| Disziplin           | Männer                  |
| ------------------- | ----------------------- |
| Freistil, bis 74 kg | Sihamir Osmanov (17.)   |
| Freistil, bis 84 kg | Magomed Ibragimov (12.) |

### Schießen
- Kleinkaliber Dreistellungskampf 50 Meter

- Divna Pešić (32.)

- 10 m Luftgewehr

- Divna Pešić (44.)

### Schwimmen
| Disziplin           | Männer                        | Frauen                  |
| ------------------- | ----------------------------- | ----------------------- |
| 200 m Freistil      | Aleksandar Malenko (35.)      | Vesna Stojanovska (34.) |
| 400 m Freistil      |                               | Vesna Stojanovska (27.) |
| 100 m Schmetterling | Aleksandar Miladinovski (45.) |                         |
| 200 m Schmetterling | Zoran Lazarovski (27.)        | Vesna Stojanovska (26.) |
| 200 m Lagen         | Aleksandar Miladinovski (38.) |                         |